# Établissement public d'aménagement Seine-Arche
L'Établissement public d'aménagement Seine-Arche ou EPASA était un établissement public à caractère industriel et commercial créé en 2000, et chargé  d'aménager pour le compte de l'État et des collectivités locales concernées le site de Seine-Arche. L'EPASA était une opération d'intérêt national couvrant une partie du territoire de Nanterre, à l'ouest de Paris, dans le département des Hauts-de-Seine. Situé dans le prolongement de l'axe historique, ce quartier de 320 ha est aujourd'hui une zone en pleine mutation urbaine.
Un décret du 2 juillet 2010 fusionne l'EPASA avec l’Établissement public pour l'aménagement de la région de la Défense (EPAD) pour créer un Établissement public d'aménagement de la Défense Seine Arche (EPADESA).

## Missions
L'EPASA effectuait les études préliminaires d'urbanisme et les études de faisabilités techniques des différentes opérations. Il réalisait au fur et à mesure de l'évolution du site les travaux d'infrastructure indispensables au développement du quartier.
Grâce à la vente des droits à construire, l'EPASA investisait dans les infrastructures du quartier comme les accès routiers, les transports ou l'aménagement des espaces publics, notamment autour des nouvelles opérations immobilières.
Alors que l'EPASA avait un rôle d'aménageur, l'exploitation des espaces publics était assurée par la ville de Nanterre.

## Organisation
L'EPASA était dirigé par un conseil d'administration, qui comprenait des représentants des ministères de tutelle et des représentants des collectivités locales. Sa présidente était la maire de Nanterre, Jacqueline Fraysse puis, à partir de 2004, Patrick Jarry.
Le directeur général de l'EPASA, commun à celui de l'EPAD, était Philippe Chaix nommé en octobre 2008.
Autrefois situé dans un immeuble de la rue des Trois Fontanots à Nanterre, l'EPASA partageait ses locaux avec l'EPAD depuis février 2009. Les équipes des deux établissements étaient réparties dans l'immeuble de la rue des Trois Fontanots et la tour Opus 12, où était installé l'EPAD. 

## Historique
L'EPASA a été créé par un décret du 20 décembre 2000 à la suite de la scission en deux parties du territoire de l'opération d'intérêt national de la Défense, à la demande de la ville de Nanterre qui souhaitait avoir plus de maîtrise sur son territoire. 
En juin 2008, un rapport de Pascal Lelarge (alors directeur régional de l'Équipement de l'Île-de-France) préconise le rapprochement de l'EPASA et de l'EPAD, afin de poursuivre l'extension du quartier d'affaires dans le cadre du Grand Paris. Le décret de fusion des établissements, créant l’Établissement public d'aménagement de la Défense Seine Arche (EPADESA), est signé le 2 juillet 2010.